# حاجی بیک
حاجی بیک، روستایی از توابع بخش تنکمان شهرستان نظرآباد در استان البرز ایران است.که اکثر ساکنان آنها از روستای حاجی بیگ شازند اراک مهاجرت کرده اند.

## جمعیت
این روستا در دهستان تنکمان شمالی قرار دارد و براساس سرشماری مرکز آمار ایران در سال ۱۳۸۵، جمعیت آن ۶۸۵ نفر (۱۸۸خانوار) بوده‌است.